# عدد نظامي
عدد نظامي (بالإنجليزية: Regular number)‏ هو عدد صحيح طبيعي لن تجد في تفكيكه إلى جداء أعداد أولية غير الاثنين والثلاثة والخمسة.